# Carl Andersson
Carl Gustav Andersson-Gorthon (ur. 10 lutego 1884, zm. 2 lutego 1977) – szwedzki zapaśnik walczący w stylu wolnym. Olimpijczyk z Londynu 1908, gdzie zajął czwarte miejsce w wadze średniej.
Mistrz kraju w 1912; drugi w 1913 i 1916 roku.

## Letnie Igrzyska Olimpijskie 1908
| Konkurencja      | Rundy eliminacyjne | Rundy eliminacyjne  | Rundy eliminacyjne          | Klas. końcowa |
| Konkurencja      | 1/8                | 1/4                 | 1/2                         | Miejsce       |
| ---------------- | ------------------ | ------------------- | --------------------------- | ------------- |
| 73 kg styl wolny | Wolny los Z        | John Craige (USA) Z | George de Relwyskow (GBR) P | 4.            |